# Football Club de Sion 2009-2010
Questa voce raccoglie le informazioni riguardanti il Football Club de Sion nelle competizioni ufficiali della stagione 2009-2010.

## Stagione
Nella stagione 2009-2010 il Sion, allenato da Didier Tholot, concluse il campionato di Super League al 5º posto. In Coppa Svizzera il Sion fu eliminato al secondo turno dal Thun. In Europa League il Sion fu eliminato ai playoff dal Fenerbahçe.

## Rosa
| N. |                      | Ruolo | Calciatore          |
| -- | -------------------- | ----- | ------------------- |
| 1  | Lettonia (bandiera)  | P     | Andris Vaņins       |
| 2  | Argentina (bandiera) | D     | Guillermo Imhoff    |
| 3  | Nigeria (bandiera)   | D     | Obinna Nwaneri      |
| 4  | Svizzera (bandiera)  | D     | Léo Lacroix         |
| 4  | Svizzera (bandiera)  | D     | Stéphane Sarni      |
| 5  | Marocco (bandiera)   | C     | Tariq Chihab        |
| 7  | Francia (bandiera)   | A     | Nicolas Marin       |
| 8  | Marocco (bandiera)   | D     | Jamal Alioui        |
| 9  | Serbia (bandiera)    | A     | Aleksandar Prijović |
| 10 | Svizzera (bandiera)  | C     | Didier Crettenand   |
| 12 | Mozambico (bandiera) | D     | Paíto               |
| 15 | Svizzera (bandiera)  | D     | Bigambo Rochat      |
| 16 | Svizzera (bandiera)  | C     | Enes Fermino        |
| 17 | Nigeria (bandiera)   | A     | Saidu Adeshina      |
| 18 | Svizzera (bandiera)  | P     | Kevin Fickentscher  |

| N. |                               | Ruolo | Calciatore            |
| -- | ----------------------------- | ----- | --------------------- |
| 19 | Benin (bandiera)              | C     | Jocelyn Ahouéya       |
| 19 | Svizzera (bandiera)           | C     | Fabrizio Zambrella    |
| 20 | Ungheria (bandiera)           | D     | Vilmos Vanczák        |
| 21 | Francia (bandiera)            | C     | Abdoul Yoda           |
| 22 | Serbia (bandiera)             | C     | Goran Obradović       |
| 23 | Colombia (bandiera)           | C     | Álvaro José Domínguez |
| 25 | Belgio (bandiera)             | A     | Émile Mpenza          |
| 26 | Macedonia del Nord (bandiera) | D     | Aleksandar Mitreski   |
| 26 | Costa d'Avorio (bandiera)     | C     | Serey Dié             |
| 26 | Angola (bandiera)             | A     | Joaquim Adão          |
| 27 | Svizzera (bandiera)           | C     | Kevin Neurohr         |
| 30 | Svizzera (bandiera)           | P     | Nicolas Beney         |
| 31 | Svizzera (bandiera)           | D     | Arnaud Bühler         |
| 32 | Svizzera (bandiera)           | C     | Anthony Sauthier      |
| 33 | Brasile (bandiera)            | D     | Adaílton              |

## Organigramma societario
Area tecnica
- Allenatore:
- Allenatore in seconda: Franck Vallade
- Preparatore dei portieri: Marco Pascolo
- Preparatori atletici: Simon Colinet

## Calciomercato

### Sessione estiva
| Acquisti | Acquisti                  | Acquisti          | Acquisti |
| R.       | Nome                      | da                | Modalità |
| -------- | ------------------------- | ----------------- | -------- |
| C        | Antônio Carlos dos Santos | Grasshoppers      |          |
| D        | Robert Servín             | Sp. Luqueño       |          |
| A        | Nicolas Marin             | Lorient           |          |
| C        | Tariq Chihab              | Neuchâtel Xamax   |          |
| A        | Moustapha Dabo            | San Gallo         |          |
| P        | Kevin Fickentscher        | La Chaux-de-Fonds |          |
| D        | Branislav Micic           | Namur             |          |
| D        | Aleksandar Mitreski       | Norimberga        |          |
| A        | Émile Mpenza              | Plymouth          |          |
| D        | Bigambo Rochat            | Sion II           |          |
| P        | Andris Vaņins             | Ventspils         |          |
| C        | Abdoul Yoda               | Servette          |          |
| A        | Zbigniew Zakrzewski       | Arka Gdynia       |          |

| Cessioni | Cessioni            | Cessioni     | Cessioni |
| R.       | Nome                | a            | Modalità |
| -------- | ------------------- | ------------ | -------- |
| A        | Guilherme Afonso    | Grasshoppers |          |
| A        | Álvaro Saborío      | Bristol City |          |
| C        | Florian Berisha     | Sciaffusa    |          |
| P        | Basile Couchepin    | Le Mont      |          |
| P        | Essam El-Hadary     | Ismaily      |          |
| C        | Damien Germanier    | Le Mont      |          |
| D        | Gilles Levrand      | Le Mont      |          |
| C        | Olivier Monterrubio | Lorient      |          |
| C        | Michele Morganella  | Le Mont      |          |
| C        | Virgile Reset       | Vannes       |          |
| C        | Dorian Zambaz       | Le Mont      |          |

### Sessione invernale
| Acquisti | Acquisti            | Acquisti     | Acquisti |
| R.       | Nome                | da           | Modalità |
| -------- | ------------------- | ------------ | -------- |
| D        | Adaílton            | Santos       |          |
| D        | Guillermo Imhoff    | Wilstermann  |          |
| A        | Aleksandar Prijović | Derby County |          |
| C        | Anthony Sauthier    | Sion II      |          |

| Cessioni | Cessioni            | Cessioni          | Cessioni |
| R.       | Nome                | a                 | Modalità |
| -------- | ------------------- | ----------------- | -------- |
| D        | Branislav Micic     | Le Mont           |          |
| A        | Mobulu M'Futi       | Aarau             |          |
| D        | Yusuf Mohamed       | Al-Hilal Omdurman |          |
| A        | Moustapha Dabo      | Al-Sailiya        |          |
| D        | Robert Servín       | Sp. Luqueño       |          |
| A        | Zbigniew Zakrzewski | GKS Bełchatów     |          |

## Risultati

### Super League

#### Prima fase, girone di andata
| Arbitro: | Busacca |

|                               |           |                 |
| Dabo 45’ Mpenza 79’ Sarni 83’ | Marcatori | 90’ (rig.) Ianu |

| Arbitro: | Wermelinger |

|                                  |           |               |
| Callà 30’ Santos 58’ Khalifa 90’ | Marcatori | 11’ Obradović |

| Arbitro: | Kever |

|            |           |                      |
| Mpenza 78’ | Marcatori | 20’ Stocker 90’ Frei |

| Arbitro: | Studer |

|           |           |                                |
| Ideye 49’ | Marcatori | 21’ (rig.), 23’ Mpenza 56’ Dié |

| Arbitro: | Grossen |

|             |           |           |
| Fermino 55’ | Marcatori | 90’ Stoll |

| Arbitro: | Circhetta |

|                                             |           |                                                 |
| Marin 8’ Obradović 42’ Domínguez 55’ (rig.) | Marcatori | 39’ Margairaz 70’ Tihinen 88’ (rig.) Vonlanthen |

| Arbitro: | Studer |

|                                                  |           |              |
| Schneider 47’ Schneuwly 49’ Yapi Yapo 59’ (rig.) | Marcatori | 85’ Adeshina |

| Arbitro: | Bieri |

|                                  |           |                 |
| Marin 29’, 49’ Mpenza 38’ (rig.) | Marcatori | 12’ Lustrinelli |

| Arbitro: | Kever |

|              |           |                    |
| Hämmerli 18’ | Marcatori | 54’ (aut.) Koubský |

#### Prima fase, girone di ritorno
| Arbitro: | Hänni |

|          |           |                                |
| Ianu 52’ | Marcatori | 12’ Marin 67’ (rig.) Domínguez |

| Arbitro: | Kever |

|                 |           |                                             |
| Mpenza 34’, 61’ | Marcatori | 53’ (rig.) Smiljanić 75’ Cabanas 90’ Zárate |

| Arbitro: | Studer |

|                                                  |           |  |
| Streller 43’, 44’ Frei 78’ Chipperfield 84’, 86’ | Marcatori |  |

| Arbitro: | Wermelinger |

|           |           |  |
| Sarni 45’ | Marcatori |  |

| Aarau 28 ottobre 2009, ore 19:45 CET 14ª giornata | Aarau | 0 – 0 referto | Sion | Stadion Brügglifeld (3 600 spett.)\| Arbitro: \| Bieri \| |
| Arbitro:                                          | Bieri |               |      |                                                           |

| Arbitro: | Kever |

|              |           |           |
| Alphonse 66’ | Marcatori | 1’ Chihab |

| Arbitro: | Studer |

|                                       |           |          |
| Adeshina 5’ Nwaneri 38’ Domínguez 62’ | Marcatori | 77’ Coly |

| Arbitro: | Wermelinger |

|                                  |           |               |
| Hima 38’ Lima 69’ Ciarrocchi 81’ | Marcatori | 42’ Domínguez |

| Arbitro: | Busacca |

|                         |           |              |
| Obradović 5’ Mpenza 51’ | Marcatori | 78’ Schenkel |

#### Seconda fase, girone di andata
| Arbitro: | Bertolini |

|          |           |  |
| Frei 10’ | Marcatori |  |

| Arbitro: | Busacca |

|             |           |                  |
| Vanczák 78’ | Marcatori | 88’ (rig.) Gajić |

| Arbitro: | Kever |

|           |           |            |
| Mpenza 3’ | Marcatori | 56’ Dampha |

| Arbitro: | Laperrière |

|                      |           |  |
| Khalifa 45’ Toko 80’ | Marcatori |  |

| Arbitro: | Bieri |

|                 |           |            |
| Bühler 57’, 67’ | Marcatori | 23’ Diarra |

| Arbitro: | Wermelinger |

|                 |           |  |
| Lustrinelli 79’ | Marcatori |  |

| Arbitro: | Studer |

|                                              |           |                    |
| Mpenza 5’, 46’, 78’ Domínguez 22’ Chihab 44’ | Marcatori | 11’ Ianu 41’ Yakın |

| Arbitro: | Bieri |

|  |           |                                          |
|  | Marcatori | 38’ Yoda 63’ (aut.) Rapisarda 76’ Mpenza |

| Arbitro: | Kever |

|                      |           |                   |
| Marin 65’ Mpenza 77’ | Marcatori | 11’, 62’ Streller |

#### Seconda fase, girone di ritorno
| Arbitro: | Hänni |

|                                                 |           |                                    |
| Almerares 14’, 30’ Chipperfield 24’ Shaqiri 53’ | Marcatori | 6’ Bühler 15’ Mpenza 86’ Domínguez |

| Arbitro: | Laperrière |

|                                                       |           |  |
| Vanczák 7’ Mpenza 13’ Domínguez 37’ (rig.) Bühler 67’ | Marcatori |  |

| Arbitro: | Busacca |

|           |           |               |
| Yakın 12’ | Marcatori | 44’ Zambrella |

| Arbitro: | Studer |

|                                                  |           |              |
| Mpenza 9’ Obradović 27’ Alioui 45’ Domínguez 82’ | Marcatori | 47’ Raimondi |

| Arbitro: | Zimmermann |

|                    |           |             |
| Conti 10’ Kalu 85’ | Marcatori | 19’ Vanczák |

| Arbitro: | Hänni |

|         |           |  |
| Dié 85’ | Marcatori |  |

| Arbitro: | Grossen |

|                                      |           |            |
| Kuljić 4’, 39’ (rig.) Gohou 27’, 43’ | Marcatori | 32’ Mpenza |

| Arbitro: | Graf |

|                             |           |  |
| Mehmedi 5’ Schönbächler 57’ | Marcatori |  |

| Arbitro: | Wermelinger |

|                                                           |           |            |
| Mpenza 16’ (rig.), 45’, 55’ (rig.) Bühler 40’ Neurohr 62’ | Marcatori | 49’ Winter |

### Coppa Svizzera
| 19 settembre 2009, ore 17:00 CEST Primo turno | Echallens | 0 – 1 | Sion |  |

| 18 ottobre 2009, ore 14:30 CEST Secondo turno | Thun | 2 – 1 | Sion |  |

### Europa League

#### Fase di qualificazione
| Arbitro: | Stålhammar |

|  |           |                               |
|  | Marcatori | 44’ Santos 84’ Kâzım-Richards |

| Arbitro: | Paixão |

|                       |           |                              |
| Santos 2’, 41’ (rig.) | Marcatori | 9’ Vanczák 31’ (rig.) Chihab |

## Statistiche

### Statistiche di squadra
| Competizione   | Punti | In casa | In casa | In casa | In casa | In casa | In casa | In trasferta | In trasferta | In trasferta | In trasferta | In trasferta | In trasferta | Totale | Totale | Totale | Totale | Totale | Totale | DR |
| Competizione   | Punti | G       | V       | N       | P       | Gf      | Gs      | G            | V            | N            | P            | Gf           | Gs           | G      | V      | N      | P      | Gf     | Gs     | DR |
| -------------- | ----- | ------- | ------- | ------- | ------- | ------- | ------- | ------------ | ------------ | ------------ | ------------ | ------------ | ------------ | ------ | ------ | ------ | ------ | ------ | ------ | -- |
| Super League   | 51    | 18      | 11      | 5       | 2       | 44      | 22      | 18           | 3            | 4            | 11           | 19           | 35           | 36     | 14     | 9      | 13     | 63     | 57     | +6 |
| Coppa Svizzera | -     | 0       | 0       | 0       | 0       | 0       | 0       | 2            | 1            | 0            | 1            | 2            | 2            | 2      | 1      | 0      | 1      | 2      | 2      | 0  |
| Europa League  | -     | 1       | 0       | 0       | 1       | 0       | 2       | 1            | 0            | 1            | 0            | 2            | 2            | 2      | 0      | 1      | 1      | 2      | 4      | -2 |
| Totale         | 51    | 19      | 11      | 5       | 3       | 44      | 24      | 21           | 4            | 5            | 12           | 23           | 39           | 40     | 15     | 10     | 15     | 67     | 63     | +4 |

### Andamento in campionato
| Giornata  | 1 | 2 | 3 | 4 | 5 | 6 | 7 | 8 | 9 | 10 | 11 | 12 | 13 | 14 | 15 | 16 | 17 | 18 | 19 | 20 | 21 | 22 | 23 | 24 | 25 | 26 | 27 | 28 | 29 | 30 | 31 | 32 | 33 | 34 | 35 | 36 |
| --------- | - | - | - | - | - | - | - | - | - | -- | -- | -- | -- | -- | -- | -- | -- | -- | -- | -- | -- | -- | -- | -- | -- | -- | -- | -- | -- | -- | -- | -- | -- | -- | -- | -- |
| Luogo     | C | T | C | T | C | C | T | C | T | T  | C  | T  | C  | T  | T  | C  | T  | C  | T  | C  | C  | T  | C  | T  | C  | T  | C  | T  | C  | T  | C  | T  | C  | T  | T  | C  |
| Risultato | V | P | P | V | N | N | P | V | N | V  | P  | P  | V  | N  | N  | V  | P  | V  | P  | N  | N  | P  | V  | P  | V  | V  | N  | P  | V  | N  | V  | P  | V  | P  | P  | V  |
| Posizione | 1 | 5 | 8 | 4 | 5 | 5 | 7 | 6 | 6 | 5  | 5  | 6  | 6  | 6  | 6  | 5  | 8  | 6  | 7  | 7  | 8  | 8  | 8  | 8  | 7  | 6  | 6  | 7  | 6  | 6  | 4  | 5  | 5  | 5  | 5  | 5  |

Legenda:

Luogo: C = Casa; T = Trasferta. Risultato: V = Vittoria; N = Pareggio; P = Sconfitta.

### Statistiche dei giocatori
| Giocatore       | Super League | Super League | Super League | Super League | Europa League Qual. | Europa League Qual. | Europa League Qual. | Europa League Qual. | Totale   | Totale | Totale      | Totale     |
| Giocatore       | Presenze     | Reti         | Ammonizioni  | Espulsioni   | Presenze            | Reti                | Ammonizioni         | Espulsioni          | Presenze | Reti   | Ammonizioni | Espulsioni |
| --------------- | ------------ | ------------ | ------------ | ------------ | ------------------- | ------------------- | ------------------- | ------------------- | -------- | ------ | ----------- | ---------- |
| A. Adaílton     | 9            | 0            | 0            | 1            | 0                   | 0                   | 0                   | 0                   | 9        | 0      | 0           | 1          |
| S. Adeshina     | 16           | 2            | 0            | 0            | 0                   | 0                   | 0                   | 0                   | 16       | 2      | 0           | 0          |
| A. Adão         | 1            | 0            | 0            | 0            | 0                   | 0                   | 0                   | 0                   | 1        | 0      | 0           | 0          |
| G. Afonso       | 5            | 0            | 0            | 0            | 1                   | 0                   | 0                   | 0                   | 6        | 0      | 0           | 0          |
| J. Ahouéya      | 0            | 0            | 0            | 0            | 0                   | 0                   | 0                   | 0                   | 0        | 0      | 0           | 0          |
| J. Alioui       | 29           | 1            | 11           | 1            | 2                   | 0                   | 0                   | 0                   | 31       | 1      | 11          | 1          |
| N. Beney        | 0            | 0            | 0            | 0            | 0                   | 0                   | 0                   | 0                   | 0        | 0      | 0           | 0          |
| A. Bühler       | 19           | 5            | 4            | 1            | 1                   | 0                   | 1                   | 0                   | 20       | 5      | 5           | 1          |
| T. Chihab       | 20           | 2            | 6            | 0            | 2                   | 1                   | 0                   | 0                   | 22       | 3      | 6           | 0          |
| D. Crettenand   | 11           | 0            | 2            | 0            | 0                   | 0                   | 0                   | 0                   | 11       | 0      | 2           | 0          |
| M. Dabo         | 8            | 1            | 0            | 0            | 1                   | 0                   | 0                   | 0                   | 9        | 1      | 0           | 0          |
| S. Dié          | 30           | 2            | 2            | 3            | 2                   | 0                   | 0                   | 0                   | 32       | 2      | 2           | 3          |
| Á. Domínguez    | 31           | 8            | 5            | 1            | 1                   | 0                   | 0                   | 0                   | 32       | 8      | 5           | 1          |
| E. Fermino      | 21           | 1            | 5            | 0            | 1                   | 0                   | 0                   | 0                   | 22       | 1      | 5           | 0          |
| K. Fickentscher | 0            | 0            | 0            | 0            | 0                   | 0                   | 0                   | 0                   | 0        | 0      | 0           | 0          |
| G. Imhoff       | 1            | 0            | 0            | 0            | 0                   | 0                   | 0                   | 0                   | 1        | 0      | 0           | 0          |
| L. Lacroix      | 1            | 0            | 0            | 0            | 0                   | 0                   | 0                   | 0                   | 1        | 0      | 0           | 0          |
| M. M'Futi       | 6            | 0            | 0            | 0            | 2                   | 0                   | 0                   | 0                   | 8        | 0      | 0           | 0          |
| N. Marin        | 27           | 5            | 3            | 0            | 2                   | 0                   | 0                   | 0                   | 29       | 5      | 3           | 0          |
| B. Micic        | 0            | 0            | 0            | 0            | 0                   | 0                   | 0                   | 0                   | 0        | 0      | 0           | 0          |
| A. Mitreski     | 18           | 0            | 3            | 0            | 0                   | 0                   | 0                   | 0                   | 18       | 0      | 3           | 0          |
| Y. Mohamed      | 6            | 0            | 0            | 0            | 1                   | 0                   | 1                   | 0                   | 7        | 0      | 1           | 0          |
| É. Mpenza       | 31           | 21           | 4            | 0            | 2                   | 0                   | 0                   | 0                   | 33       | 21     | 4           | 0          |
| K. Neurohr      | 1            | 1            | 1            | 0            | 0                   | 0                   | 0                   | 0                   | 1        | 1      | 1           | 0          |
| O. Nwaneri      | 11           | 1            | 1            | 0            | 1                   | 0                   | 0                   | 0                   | 12       | 1      | 1           | 0          |
| G. Obradović    | 28           | 4            | 3            | 0            | 2                   | 0                   | 0                   | 0                   | 30       | 4      | 3           | 0          |
| P. Paíto        | 28           | 0            | 6            | 0            | 2                   | 0                   | 1                   | 0                   | 30       | 0      | 7           | 0          |
| A. Prijović     | 10           | 0            | 0            | 0            | 0                   | 0                   | 0                   | 0                   | 10       | 0      | 0           | 0          |
| B. Rochat       | 4            | 0            | 1            | 0            | 0                   | 0                   | 0                   | 0                   | 4        | 0      | 1           | 0          |
| Á. Saborío      | 0            | 0            | 0            | 0            | 0                   | 0                   | 0                   | 0                   | 0        | 0      | 0           | 0          |
| A. Santos       | 2            | 0            | 1            | 0            | 0                   | 0                   | 0                   | 0                   | 2        | 0      | 1           | 0          |
| S. Sarni        | 12           | 2            | 2            | 0            | 0                   | 0                   | 0                   | 0                   | 12       | 2      | 2           | 0          |
| A. Sauthier     | 16           | 0            | 4            | 0            | 0                   | 0                   | 0                   | 0                   | 16       | 0      | 4           | 0          |
| V. Vanczák      | 31           | 3            | 9            | 1            | 2                   | 1                   | 0                   | 0                   | 33       | 4      | 9           | 1          |
| A. Vaņins       | 36           | 0            | 3            | 0            | 2                   | 0                   | 0                   | 0                   | 38       | 0      | 3           | 0          |
| A. Yoda         | 20           | 1            | 2            | 0            | 1                   | 0                   | 0                   | 0                   | 21       | 1      | 2           | 0          |
| Z. Zakrzewski   | 0            | 0            | 0            | 0            | 0                   | 0                   | 0                   | 0                   | 0        | 0      | 0           | 0          |
| F. Zambrella    | 14           | 1            | 3            | 0            | 0                   | 0                   | 0                   | 0                   | 14       | 1      | 3           | 0          |